# Pometia pinnata
Espèce
Classification phylogénétique
Pometia pinnata est un arbre de la famille des sapindacées, répandue en Océanie et Asie du Sud-Est.
On le nomme usuellement en français pometier, en Polynésie française kava et dans les langues polynésiennes : awa, dawa, fava, kasi, taba, tava.

## Description
Pometia pinnata pousse jusqu’à 40 mètres de hauteur. Ses feuilles sont pennées (en forme de plume). Son fruit sphérique, d'un diamètre maximal de 4 cm, est initialement vert, puis devient jaune ou rouge foncé par mûrissement. Chaque fruit contient trois graines, entouré par un arille charnue comestible analogue à celle du litchi. Consommé habituellement frais, il peut aussi être grillé ou bouilli.